# Sobienie Szlacheckie
Sobienie Szlacheckie – wieś sołecka w Polsce położona w województwie mazowieckim, w powiecie otwockim, w gminie Sobienie-Jeziory. 
W latach 1975–1998 miejscowość administracyjnie należała do województwa siedleckiego.
W Sobieniach Szlacheckich znajduje się trawiaste lądowisko dla niewielkich samolotów o masie do 5700 kg i samolotów ultralekkich, planowane jest jego rozbudowanie o pas betonowy. Kod ICAO lądowiska: EPSJ.
Wierni Kościoła rzymskokatolickiego należą do parafii Wszystkich Świętych w Sobieniach-Jeziorach.
Przez miejscowość przebiega droga wojewódzka nr 739. Wieś obecnie licząca ok. 420 osób.

## Części wsi
| SIMC    | Nazwa             | Rodzaj    |
| ------- | ----------------- | --------- |
| 0687936 | Korea             | część wsi |
| 0687942 | Sobienie Murowane | część wsi |

## Historia
Za czasów Jezierskich najważniejsza wieś w gminie. Własność Jacka Jezierskiego, kasztelana łukowskiego. Jacek Jezierski jest najmocniej związany z regionem sobieńskim jako dominium rodowego Jezierskich linii hrabiowskiej w Sobieniach Szlacheckich i założyciel osady miejskiej, Sobienie Jeziory. Jezierscy zaczęli wchodzić w posiadanie Sobień w połowie XVIII wieku: Ludwik, ojciec Jacka, nabył pewne części Sobień Szlacheckich, a syn te nabyte części powiększył. W 1762 r. nabył nieznane dziś z nazwy Sobienie Średnie, a w następnych zaś latach dalsze wsie i folwarki w okolicach Sobień Szlacheckich, nazwanych przez niego Sobieniami Murowanymi. Z zachowanych dokumentów wynika, że to on używał zmiennie nazw Sobienie Szlacheckie i Sobienie Murowane oraz że tę miejscowość ustanowił główną majętnością całego klucza i rodowego dominium.

## Zabytki
Według rejestru zabytków Narodowego Instytutu Dziedzictwa na listę zabytków wpisane są obiekty:
- zespół pałacowy i folwarczny, nr rej.: A-936 z 29.05.2000:
  - pałac, poł. XIX, nr rej.: 344 z 31.12.1983
  - park
  - folwark:
    - spichrz, 2 poł. XIX
    - stodoła, k. XIX
    - wozownia, 2 poł. XIX
    - chlew, k. XIX
    - obora, k. XIX
    - piwnica (lodownia), k. XIX